# زمین‌لرزه ۲۰۰۶ خلیج مکزیک
زمین‌لرزه خلیج مکزیک در تاریخ ۱۰ سپتامبر ۲۰۰۶ میلادی، برابر با ‎۱۹ شهریور ۱۳۸۵، ساعت ۱۴:۵۶:۰۸ به زمان یوتی‌سی در خلیج مکزیک رخ داد. ژرفای این زمین‌لرزه ۱۴ کیلومتر بود، و بزرگی آن ۵٫۹ در مقیاس Mw اعلام شده‌است. زمین‌لرزه به وقت محلی در روز یکشنبه، ساعت ۸ روی داده و منطقه زمانی آن یوتی‌سی -۶ بوده‌است (با لحاظ تغییر ساعت تابستانی).
سازمان زمین‌شناسی آمریکا نیز رومرکز این زمین‌لرزه را در مختصات ۲۶°۱۹′۰۸″شمالی ۸۶°۳۶′۲۲″غربی / ۲۶٫۳۱۹°شمالی ۸۶٫۶۰۶°غربی و ژرفای آنرا در ۱۴ کیلومتر گزارش کرده‌است. بزرگی برگزیدهٔ این سازمان از میان بزرگیهای محاسبه‌شدهٔ مختلف ۵٫۸ در مقیاس Mw بوده و از دید اثر، در میان چهار دسته‌بندی «نامحسوس»، «محسوس»، «زیان‌آور» یا «با تلفات»، زمین‌لرزه را «محسوس» اعلام کرده‌است.
پروژهٔ «تنسور گشتاور مرکزوار» زاویه‌های (راستا، شیب، ریک) گسل سازندهٔ زمین‌لرزه و صفحه عمود بر آنرا (°۳۲۴، °۲۸، °۱۱۷) یا (°۱۱۴، °۶۵، °۷۷) و نوع گسل را«معکوس» فرارسانده‌است.